# コリン・ネメック

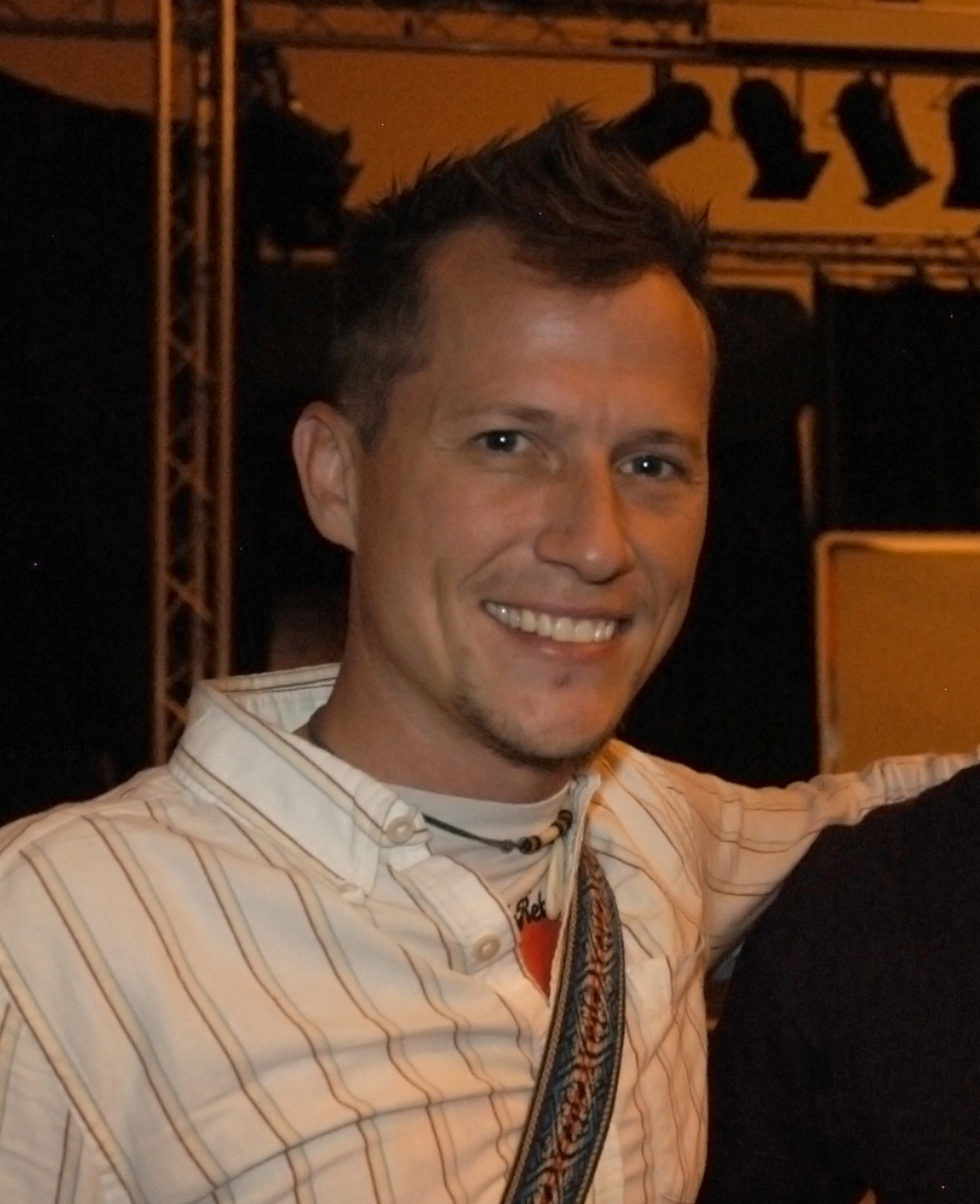
2006年

コリン・ネメック（Corin Nemec, 1971年11月5日 - ）は、アメリカ合衆国アーカンソー州リトルロック出身の俳優である。1990年までの名前は コーキー・ネメック（Corky Nemec）。またはコリン“コーキー”ネメック（Corin "Corky" Nemec）。

## 出演作品

### 映画
- キス!キス!キス!YA!
- ドロップ・ゾーン（セルカーク）
- ダンボドロップ大作戦（ファーリー）
- THE WAR/戦場の記憶
- コマンドライン/グッバイ・アメリカ
- 事件記者メアリー
- ガチンコ!
- ダウンズ・フィールド
- ブレード・スクワッド（カリー）
- ハッピー・カップルズ（ウェイロン・スマイス）
- ダーク・インフェルノ（エリック・セッションズ）
- キラー・モスキート 吸血蚊人間
- インパクト（マイク・オルセン）
- サイボーグ・ソルジャー（マロイ大尉）
- ボストン ストッキングキラーボストン連続絞殺魔
- ザ・ナースキラー（リチャード・スペック）
- フィアー・フロム・デプス（ウィル・マッケンナ）
- ビーチ・シャーク（ジミー・グリーン）※オリジナルビデオ
- ファイヤードラゴン
- キラー・ビー 2013（ジョン・ハモンド）
- ロボクロコ（ジム・ダフィー）
- ロスト・ワールド2013（カーター大佐）
- アナコンダ vs. 殺人クロコダイル（タル）
- インデペンデンス・デイ2017（イライアス）
- 2018（コール）

### テレビシリーズ
- NYPD BLUE 〜ニューヨーク市警15分署 シーズン3
- ヤング・スーパーマン シーズン1
- スターゲイト SG-1 シーズン5-7（ジョナス・クイン）
- CSI:ニューヨーク シーズン1
- NCIS 〜ネイビー犯罪捜査班 シーズン4
- ゴースト 〜天国からのささやき シーズン3
- CSI:マイアミ シーズン7
- SUPERNATURAL スーパーナチュラル シーズン6（クリスチャン・キャンベル）
- NCIS:LA 〜極秘潜入捜査班 シーズン4